# Protapanteles porthetriae
Protapanteles porthetriae är en stekelart som först beskrevs av Muesebeck 1928.  Protapanteles porthetriae ingår i släktet Protapanteles och familjen bracksteklar. Inga underarter finns listade i Catalogue of Life.